# Todiramphus diops
Todiramphus diops е вид птица от семейство Halcyoninidae.

## Разпространение
Видът е разпространен в Индонезия.